# Пуста река
Пу̀ста рѐка (изписване до 1945 година: Пуста рѣка; на македонска литературна норма: Пуста Река) е село в община Крушево, Северна Македония.

## География
Пуста река е разположено в областта Горен Демир Хисар.

## История
В XIX век Пуста река е чисто българско село в Битолска кааза, Крушевска нахия на Османската империя. Според Васил Кънчов в 90-те години Пуста река има 15 християнски къщи, които се занимават със скотовъдство. Според статистиката му („Македония. Етнография и статистика“) в 1900 година Пуста Рѣка има 300 жители, всички българи християни.
На Етнографската карта на Битолския вилает на Картографския институт в София от 1901 година Пуста река е чисто българско село в Битолската каза на Битолския санджак с 61 къщи.
Според Никола Киров („Крушово и борбите му за свобода“) към 1901 година Пуста рѣка има 100 български къщи.
Цялото население на селото е под върховенството на Българската екзархия. По данни на секретаря на екзархията Димитър Мишев („La Macédoine et sa Population Chrétienne“) в 1905 година в Пуста река има 400 българи екзархисти и работи българско училище. В училището в Пуста река в учебната 1894/1895 година преподава деецът на ВМОРО Тодор Златков.
През септември 1910 година селото пострадва по време на обезоръжителната акция на младотурците. Селото е блокирано от войска и много от жителите му са арестувани и изтезавани, тъй като давали убежище на четата на Блаже Кръстев.
Според преброяването от 2002 година селото има 134 жители, всички северномакедонци.

## Личности
Родени в Пуста река
- Андрея Велев, участник в Илинденско-Преображенското въстание[10]
- Бимбиле Божинов, участник в Илинденско-Преображенското въстание[10]
- Богоя Кузманов – Мюлязимот, участник в Илинденско-Преображенското въстание[10][11]
- Богоя Илиев Чигулецот, участник в Илинденско-Преображенското въстание[10]
- Богоя Павлев, участник в Илинденско-Преображенското въстание[10]
- Василе Цветанов, участник в Илинденско-Преображенското въстание[10]
- Дафиле Димов, участник в Илинденско-Преображенското въстание[10]
- Димо Спасов, участник в Илинденско-Преображенското въстание[10]
- Дуко Найдов, участник в Илинденско-Преображенското въстание[10]
- Иван Петрев, участник в Илинденско-Преображенското въстание[10]
- Йоан Стойков, участник в Илинденско-Преображенското въстание[10]
- Златко Биляновски (1920 - 2009), югославски политик, народен герой на Югославия, началник на скопската УДБА
- Коле Цветанов, участник в Илинденско-Преображенското въстание[10]
- Костадин Димитриев, участник в Илинденско-Преображенското въстание[10]
- Лозе Мицев, участник в Илинденско-Преображенското въстание[10]
- Миладин Велев, участник в Илинденско-Преображенското въстание[10]
- Милош Найдов, участник в Илинденско-Преображенското въстание[10]
- Мицко Павлев, участник в Илинденско-Преображенското въстание[10]
- Наке, Йосиф и Тирчо Цветанови, братя, участници в Илинденско-Преображенското въстание[10]
- Насте Велев, участник в Илинденско-Преображенското въстание[10]
- Никодим Марков, участник в Илинденско-Преображенското въстание[10]
- Секула Силянов, участник в Илинденско-Преображенското въстание[10]
- Стойко Велев, участник в Илинденско-Преображенското въстание[10]
- Сърбин Цветанов, участник в Илинденско-Преображенското въстание[10]
- Тасе Найдов, участник в Илинденско-Преображенското въстание[10]
- Томче Христов, участник в Илинденско-Преображенското въстание[10]
- Христо Георгиев, участник в Илинденско-Преображенското въстание[10]
- Христо Кузманов, участник в Илинденско-Преображенското въстание[10]

Починали в Пуста река
- Иван Талев Иванов (? - 1903), български революционер от ВМОРО от Секирани[12]
- Климент Кочовски (? – 1905), български революционер от ВМОРО
- Лазар Белишки (? – 1905), български революционер от ВМОРО